# 超隕石〜ファンタスティック・フォース〜
『超隕石〜ファンタスティック・フォース〜』（英: Deadly Skies）は、2005年に製作されたアメリカ・カナダのテレビ映画。

## キャスト
- リチャード・ドノヴァン：アントニオ・サバト・Jr
- マディソン・テイラー：レイ・ドーン・チョン
- マーク・ルイス：マイケル・ボワヴェール
- ホックステッター：ドミニク・ザンプローナ
- マイケル・モリアーティ
- コビントン博士：ロブ・ラベル（小形満）
- ロスガー・マシューズ
- スティーブンス：ドロン・ベル（安斉一博）
- カービー・モロー
- クリス・カフーン